# SLC25A41
SLC25A41 (англ. Solute carrier family 25 member 41) – білок, який кодується однойменним геном, розташованим у людей на короткому плечі 19-ї хромосоми. Довжина поліпептидного ланцюга білка становить 370 амінокислот, а молекулярна маса — 40 795.
| 10         |  | 20         |  | 30         |  | 40         |  | 50         |
| ---------- |  | ---------- |  | ---------- |  | ---------- |  | ---------- |
| MGAQPGEPQN |  | TCSRIQTLFR |  | RVKTLLIKAP |  | PPPQPPPPPP |  | SWNPGCTHVY |
| GYAFGHMHDN |  | NLEHLPSQQV |  | LDTGEQLMVP |  | VEVLEVDNKE |  | ALWKFLLSGA |
| MAGAVSRTGT |  | APLDRAKVYM |  | QVYSSKTNFT |  | NLLGGLQSMV |  | QEGGFRSLWR |
| GNGINVLKIA |  | PEYAIKFSVF |  | EQCKNYFCGI |  | QGSPPFQERL |  | LAGSLAVAIS |
| QTLINPMEVL |  | KTRLTLRRTG |  | QYKGLLDCAR |  | QILQREGTRA |  | LYRGYLPNML |
| GIIPYACTDL |  | AVYEMLQCFW |  | VKSGRDMGDP |  | SGLVSLSSVT |  | LSTTCGQMAS |
| YPLTLVRTRM |  | QAQDTVEGSN |  | PTMRGVLQRI |  | LAQQGWLGLY |  | RGMTPTLLKV |
| LPAGGISYVV |  | YEAMKKTLGI |  |            |  |            |  |            |

A: Аланін

C: Цистеїн

D: Аспарагінова кислота

E: Глутамінова кислота

F: Фенілаланін

G: Гліцин

H: Гістидин

I: Ізолейцин

K: Лізин

L: Лейцин

M: Метіонін

N: Аспарагін

P: Пролін

Q: Глутамін

R: Аргінін

S: Серин

T: Треонін

V: Валін

W: Триптофан

Задіяний у таких біологічних процесах, як транспорт, альтернативний сплайсинг. 
Локалізований у мембрані, мітохондрії, внутрішній мембрані мітохондрії.